# Рудник Джебель-Уаста
Рудник Джебель-Уаста – колишнє гірничодобувне підприємство на півночі Алжиру.
Розробкою цинкового родовища Джебель-Уаста (Djebel Ouasta) займалось створене в 1902 році товариство Cie des Mines d’Ouasta et de Mesloula (Compagnie des Mines d’Ouasta et de Mesloula). В 1905 – 1907 роках з копальні отримували близько 10 тисяч тон каламіну (мінерал цинку) на рік, при цьому в 1906-му на тлі високих цін на цинк компанія отримала прибуток, що майже дорівнював її капіталу (варто відзначити, що вона також розробляла свинцеву копальню у Меслулі, проте основний внесок у високий результат зробило саме родовище Джебель-Уаста).
Руду вивозили автомобільним транспортом др розташованого за кілька десятків кілометрів на північний захід Сук-Ахрасу, при цьому адміністрація рудника повинна була докладати зусиль для підтримки у придатному стані дорожного полотна та мостів. В 1908-му з копальні отримали 8730 тон каламіна, що пояснювалось саме проблемами з вивозом.
Втім, головною проблемо рудника були малі запаси родовища, видобуток на якому почав стрімко падати – до 4,3 тисячі тон каламіну в 1911-му та 2,1 тисячі тон в 1913-му. У підсумку 1913-й став останнім роком розробки Джебель-Уаста (а от Меслула діяв ще кілька десятків років).